# Distributed.net
distributed.net — одно из старейших, если не самое старое сетевое сообщество распределённых вычислений. Возникло достаточно стихийным образом — на волне погони за денежными призами, предложенными компанией RSA Data Security.
По состоянию на 2009 год в активе distributed.net 8 успешно завершённых проектов: 5 денежных криптографических (взломы стойких шифров от RSA и CS Communications) и три научно-математических (OGR-24, OGR-25, OGR-26).
Все проекты distributed.net отличаются крайней неприхотливостью к скорости компьютера — могут эффективно работать даже на стареньких 486/P1-2 (которые обычно совершенно бесполезны для многих современных распределённых проектов).

## История[1]
Серия конкурсов Secret Key Challenge была объявлена криптографами RSA в январе 1997 года. Для RSA было важно наглядно продемонстрировать уязвимости криптоалгоритма DES, широко распространённого тогда в американской армии и спецслужбах, по сравнению с более стойкой разработкой компании — шифром RC5.
В схватку за призы вступили множество различных групп. Одной из них было разрозненное распределённое сообщество, сформировавшееся в феврале 1997 вокруг инициативы Earle Ady из фирмы New Media Laboratories (genx.net). Однако вскоре из-за начавшихся вскоре постоянных сетевых атак на genx.net и, как следствие проблем с доступом к узлу, один из участников, Jeff 'Bovine' Lawson, разработал на платформе личного ПК первый буферный прокси-сервер для координации заданий при недоступности главного сервера. В конце марта 1997, инициатива Earle Ady, так и не сумев решить проблемы с бесперебойностью доступом, объявляет о прекращении работы своего key-сервера на genx.net. Новую систему из пяти страхующих друг друга раздающих прокси-серверов поднимают между собой Jeff Lawson (Bovine), Adam Beberg (Duncan), Peter Gildea (PetrDoubt), David McNett (Nugget), Chris Chiapusio (EA) и Peter DeNitto (AldE).
8 мая 1997 в InterNIC был зарегистрирован домен distributed.net. К октябрю 1997 в американском штате Алабама было получено свидетельство о регистрации некоммерческой организации Distributed Computing Technologies Inc. В 1999 году было принято «Положение о миссии проекта».
15 апреля 1999 Adam 'Duncan' Beberg (разработчик сайта distributed.net и системы статистики, один из главных разработчиков клиента dnet v2) принимает решение снять с себя шапку президента DCTI для работы над собственным детищем Cosm — открытой платформой сетевого взаимодействия, нашедшей себе применение во многих научных вычислительных и распределённых проектах (в том числе Folding@Home — идейным предшественником BOINC.)
В ноябре 2000 distributed.net объявляет о партнёрстве с фирмой United Devices (известной своими проектами распределённых вычислений). UD пригласила на работу 14 участников сообщества себе в штат.

## Текущие проекты

### RC5-72
RSA Labs предлагала победившей группе приз в US$10,000.
Сумма должна была быть распределена следующим образом:
- $1000 — участнику-победителю, нашедшему ключ;
- $1000 — команде победителя или победителю, если тот не участвовал в командах;
- $2000 — DCTI за программный код и организацию сети;
- $6000 — одной из некоммерческих организаций, выбранной по решению всех участников (Free Software Foundation, Electronic Frontier Foundation, Project Gutenberg, Software in the Public Interest, Computer Professionals for Social Responsibility или Electronic Privacy Information Center).

В мае 2007 компания RSA Labs объявила о завершении мероприятия — решения более не принимаются, денежный приз за взлом 72-битного ключа выдан не будет. Участники distributed.net работали над проектом более 4 лет.
В сентябре 2008 активистами distributed.net было опубликовано решение о продолжении финансирования конкурса за счёт собственного фонда DCTI.
Распределение:
- $1000 — победителю;
- $1000 — команде победителя;
- $2000 — НКО, побеждающей по голосованию (FSF).

Вероятность того, что подходящий ключ будет найден в течение завтрашнего дня, составляет ~ 1/38 899 [декабрь 2011]. Это также означает, что с данной скоростью всё пространство ключей будет проверено за 38 899 дней.
Проект RC5-72 для взлома RC5-32/12/9, в котором по состоянию на октября 2013 года удалось перебрать около 3 % ключей, летом 2017го подтверждил, что при неизменных вычислительных мощностях, ответ, при наихудшем сценарии развития событий (необходимый ключ будет последним из проверенных), будет найден до начала 2100 года.

### OGR
OGR (Optimal Golomb Rulers) — математический проект, нацеленный на поиск оптимальных линеек Голомба, которые применяются в радиоастрономии, рентгено-кристаллографии и теории связи.
Первые квазиоптимальные линейки порядков 1,2,…,8 были найдены вручную Уоллесом Бабкоком (Wallace C. Babcock) в 1952 году. Их оптимальность позже была доказана перебором (1967−1972 гг.). Новые кандидаты в оптимальные линейки 9,10,…,19 открывались различными математическими методами с 1967 по 1984 годы. При полном переборе (1972−1994 гг.) многие из них были подтверждены, хотя OGR-9,13,15,16 были открыты лишь с помощью полного перебора на компьютере. Оптимальность известных кандидатов на OGR-20, 21, 22, 23 была доказана участниками открытого распределённого проекта Golomb ruler search с 1997 по 1999 годы. После завершения OGR-23, по обоюдной договорённости, инициатива и все наработки Golomb ruler search перешли под крыло distributed.net. В июле 2000 года на distributed.net официально стартовал проект OGR-24.
- OGR-24: 1 ноября 2004 года с помощью полного перебора подтверждена оптимальность линейки Голомба 24 порядка, открытой в 1967 году Джоном Робинсоном (John P. Robinson) и Артуром Бернштейном (Arthur J. Bernstein).
- OGR-25: 24 октября 2008 года доказана оптимальность линейки 25 порядка, открытой М. Д. Аткинсоном (M. D. Atkinson) и А. Хассенкловером (A. Hassenklover) в 1984 году.

OGR-NG (Next Generation): Перед началом OGR-26 алгоритм перебора был значительно улучшен в сторону повышения эффективности поиска. Имя проекта в клиенте было изменено на OGR-NG.
- OGR-26: успешно завершён 24 февраля 2009 года. Подтверждена линейка, найденная Аткинсоном и Хассенкловером в 1984 году.
- OGR-27: успешно завершён в 2014 году. Оптимальность доказана.

## Особенности
Клиент характеризуется малым размером на диске и в памяти, наличием версий под широкий спектр операционных систем и архитектур (от Sony Playstation 2/3 до VAX, NeXTSTEP и QNX Neutrino), ручной оптимизацией расчетных ядер на уровне ассемблера. Также существуют версии под платформы Nvidia CUDA и AMD FireStream.
Для сетей, имеющих «нестандартный» выход в интернет, предлагается структура персональных прокси (personal proxy), каждый из которых может держать в буферах большое количество заданий и снабжать ими клиентов в локальной сети.
Автообновления клиента нет.
Размер одного пакета (считается от 5 мин. до нескольких часов в зависимости от проекта и дистрибьюции размеров пакетов вычислений внутри проекта) — примерно 130−150 байт.
Существуют врапперы для клиентской программы distributed.net, позволяющие участвовать в OGR на платформе BOINC и интегрировать сестринские проекты для распределённых вычислений — Yoyo@home (устар.) и Moo! Wrapper.
Участниками distributed.net образовано несколько русскоязычных команд. Старейшей и крупнейшей является команда BugTraq.Ru, которая была создана 14 января 1999 года. Полный список и информацию о том, как присоединиться, можно найти здесь.